# Michele Cox
Michele Cox (* 9. Oktober 1968 in Auckland) ist eine ehemalige neuseeländische Fußballspielerin. Die 20-fache Nationalspielerin gewann 1988 mit dem TSV Siegen den DFB-Pokal.

## Karriere

### Vereine
Cox gehörte 18-jährig dem TSV Siegen als Stürmerin an und kam in der Regionalliga West, der ersten verbandsübergreifenden Liga im deutschen Frauenfußball – bestehend aus den Verbänden Westfalen, Niederrhein und Mittelrhein – zum Einsatz. Als Zweiter der regionalen Meisterschaft war ihre Mannschaft berechtigt, an der Endrunde um die Deutschen Meisterschaft teilzunehmen. Das in Hin- und Rückspiel ausgetragene Halbfinale gegen den späteren Meister SSG 09 Bergisch Gladbach wurde jeweils mit 0:2 verloren. Ihr Finaldebüt am 28. Mai 1988 im Olympiastadion Berlin – als Vorspiel zum Männerfinale – wurde vor 10.000 Zuschauern mit 4:0 gegen den FC Bayern München gewonnen und somit auch der deutsche Vereinspokal.

### Nationalmannschaft
Cox krönte ihr Debüt für die A-Nationalmannschaft am 3. Dezember 1987 in Auckland beim 15:0-Sieg im Testspiel gegen Nationalmannschaft Samoas sogleich mit zwei Toren; Spielführerin war ihre Mutter Barbara. Michele Cox nahm an der vom 19. bis 25. Mai 1991 in Australien ausgetragenen Ozeanienmeisterschaft teil, bestritt zwei von vier Turnierspielen und gewann mit ihrer Mannschaft den Titel. Nach sechseinhalb Jahren ohne Länderspieleinsatz bestritt sie ab 19. November 1997 ihre letzten zehn und kam darunter auch gegen die Nationalmannschaft Deutschlands am 26. und 28. Mai 1998 bei der 1:4- und 0:8-Niederlage in Spremberg und Dresden zum Einsatz. Ihr letztes Länderspiel bestritt sie am 17. Oktober 1998 in Auckland bei der 1:3-Niederlage gegen die Nationalmannschaft Australiens. Nach dem verlorenen Finale um die Ozeanienmeisterschaft beendete sie ihre Karriere als Spielerin. In diesem Zeitraum bestritt sie insgesamt 20 Länderspiele, in denen sie neun Tore erzielte – drei davon gelangen ihr am 4. Dezember 1987 in Auckland beim 10:0-Sieg im Testspiel gegen die Nationalmannschaft Samoas.

## Erfolge
Nationalmannschaft
- Ozeanienmeister 1991, Finalist 1998

TSV Siegen
- DFB-Pokal-Sieger 1988
- Halbfinalist Deutsche Meisterschaft 1988
- Zweiter Regionalliga West 1988